# Narcissus × perezlarae
Narcissus × perezlarae là một loài thực vật có hoa lai ghép trong họ Amaryllidaceae. Loài này được Font Quer mô tả khoa học đầu tiên năm 1927.